# Викинги (фильм, 2008)
«Викинги» (англ. Outlander, дословно «Чужеземец») — фантастический фильм режиссёра Ховарда Маккейна. Очередная интерпретация классического средневекового сюжета о Беовульфе. На российском телевидении транслировался под названием «Викинги против пришельцев».

## Сюжет
Действие разворачивается, когда инопланетный космический корабль разбивается на планете Земля в эпоху раннего Средневековья. Корабль инопланетян приземляется на территории нынешней Норвегии в 709 году н. э. во времена эпохи Вендель. Корабль тонет в водах озера, но из обломков появляется солдат из другого мира Кайнан, который охотится на кровожадную тварь, известную как Мурвен (англ. Moorwen). Эта тварь тайком пробралась на их корабль, когда Кайнан эвакуировался с уничтоженной планеты, где Мурвен убил его семью. Кайнан — человекоподобный гуманоид, по сути идентичный биологически землянам. Компьютер загружает местный скандинавский язык и культуру прямо в его мозг. Вскоре космонавт находит недавно разрушенную деревню, около которой его вскоре захватывает Вульфрик, воин из другой деревни. Вулфрик ведёт чужеземца в укреплённую деревню короля Хродгара, отца Фрейи, которая, как он надеется, выйдет замуж за будущего короля Вулфрика. Хродгар обеспокоен тем, что Гуннар, вождь разрушенной деревни, подумает, что это дело рук Вулфрика, поскольку отец Вулфрика (предшественник Хродгара) якобы был убит Гуннаром. Вулфрик допрашивает «чужеземца», который утверждает, что он с севера и заявляет, что охотится на дракона. Той ночью на деревню нападает невидимое существо, убивая нескольких человек. Кайнан опознаёт в нём «мурвена» – хищное существо, из-за которого разбился его корабль, и теперь он охотится как на людей.
В своё время колония человекоподобных гуманоидов прибыла на планету, заселённую звероподобными Мурвенами. Мурвены господствовали на той планете, но человекоподобные гуманоиды уничтожили практически всех, так как они представляли огромную угрозу для существования колонии. Один уцелевший Мурвен разрушил на планете колонию гуманоидов. В той схватке Кайнан потерял самое дорогое — свою семью. Гуманоид и монстр, оба хотят отомстить за причинённое им зло.
В то время как Мурвен разоряет на Земле мир скандинавов, убивая всё на своём пути, Кайнан объединяется с примитивными, но свирепыми воинами, чтобы уничтожить этого монстра.
Кайнан использует опыт и навыки воина высокотехнологичной космической цивилизации, обгоняющую средневековую Европу на тысячи лет. Используя глицерин, добытый из китового жира, воины готовят взрывоопасную ловушку и хотят подорвать Мурвена, однако Мурвен выживает после взрыва. Кроме того, оказывается, что есть ещё один Мурвен, сравнительно небольшой. Первый попадает в ловушку, а второй нападает на беззащитных людей. Вождь скандинавов в погибает, пытаясь спасти дочь. Выжившие воины решают эвакуировать деревню. В деревне остаётся группа лучших воинов, и они начинают охоту на Мурвена. В финальной схватке дочь вождя рубит мечом меньшего Мурвена, а Кайнан сбрасывает большого Мурвена с обрыва. Из всех воинов остаются в живых двое — Кайнан и дочь убитого вождя скандинавов, которая ему симпатична. Кайнан принимает важное для него решение — уничтожить включенный аварийный маяк с космического корабля, посылающий сигнал бедствия. Тем самым Кайнан обрывает последнюю нить, связующую его с ему подобными. Найдя новую семью, Кайнан обретает мир.

## В ролях
- София Майлс — Фрейя, дочь вождя племени викингов
- Джеймс Кэвизел — Кайнан, пришелец с другой планеты
- Джек Хьюстон — Вульфрик
- Рон Перлман — Гуннар
- Джон Хёрт — король Хродгар
- Рикардо Хойос — Джон, в титрах не указан